# Outbox technologie
Outbox est une compagnie canadienne de mise en marché de billets fondée en 2005. L’entreprise a des bureaux à Montréal, au Canada, et à Londres, au Royaume-Uni. Elle compte parmi ses clients le Cirque du Soleil, l’Amphithéâtre Cogeco et CF Montréal. Chaque année, Outbox vend pour plus d'un milliard de dollars de billets pour ses clients.

## Histoire
Jean-Francoys Brousseau et sa femme Constance Raymond ont fondé Outbox Technologie en 2005. Le Cirque du Soleil en est aussi actionnaire. M. Brousseau avait déjà de l’expérience dans ce milieu, ayant cofondé le réseau Admission en 1988. Outbox se présente comme une compagnie « white label » de vente de billets et forge des partenariats dans les milieux du spectacle et du sport.
Outbox offre un service de gestion de la relation avec la clientèle incluant : vente, revente et échange de billets, plan des salles en 3D, bracelets RFID, salle d’attente virtuelle, réservation par plages horaires, webdiffusion, outils de veille et de collecte de données.
Outbox s’est bâtie autour de l’idée que les producteurs d’événements ont besoin d’un système pour les appuyer dans la mise en marché et la distribution de leurs billets. La compagnie se définit comme un intervenant invisible qui permet aux promoteurs de se mettre de l’avant. «Quand les gens nous appellent, ils sont de bonne humeur, car ils ne parlent pas à Outbox, ils parlent au Cirque du Soleil, aux Canadiens de Montréal ou à evenko», dit M. Brousseau dans une entrevue pour Le Soleil.

### Croissance, transactions et acquisitions
En 2010, Outbox a obtenu la certification Nevada Gaming Board, qui lui a permis d’élargir son marché américain. Outbox a aussi formé un partenariat avec le producteur sud-africain Big Concerts cette année-là. 
En 2011, AEG, une grande entreprise américaine détenant équipes de sport et salles de spectacle, s'est associé à la technologie Outbox. Ils ont créé AXS ensemble. Outbox devient alors numéro deux dans ce marché, derrière Ticketmaster. En 2015, AXS a fusionné avec le système Veritix. L’entité combinée générait alors plus de 2 milliards de dollars en transactions annuelles. Pendant cette période, Outbox compte le Colosseum du Ceasars Palace (à Las Vegas, aux États-Unis) et l’Aréna O2 (à Londres) parmi ses clients. 
En 2019, Outbox a vendu sa participation dans AXS à son partenaire AEG. 
En 2020, Outbox a ouvert un nouveau bureau à Londres.

## Technologie propriétaire
Outbox est propriétaire d’une technologie de salle d’attente brevetée : Waiting Room. La salle d’attente permet des mises en vente à grand volume en empêchant les sites de « planter » à cause d’une surcharge de clients qui se connectent en même temps.
Outbox est aussi propriétaire de :
- Eventshopper et Webshopper, qui fournissent des logiciels informatiques non téléchargeables en ligne (interfaces de commande de billets, en temps réel, multilingue et multidevise).
- Brownfox, qui forme à l'utilisation et au fonctionnement du logiciel de commande de billets.
- Switchbox, qui fournit un logiciel en ligne pour vendre des billets en grand nombre, à partir d'une source d'inventaire unique[9].

## Distinctions
Outbox a été nommé Entrepreneur de l’année dans le secteur des technologies et communications, par EY (2013).